# Агеєнко Олександр Наумович
Олександр Наумович Аге́єнко (нар. 1853 — пом. не раніше 1912, Москва) — український архітектор.

## Біографія
Народився у 1853 році. 1876 року закінчив будівельне училище в Петербурзі.
Упродовж 1880—1881 років обіймав посаду молодшого арітектора у Тамбові; у 1882—1888 роках — у Таврійському губернському правлінні; з 1889 року — посаду міського архітектора у Мелітополі. Помер у Москві після 1912 року.

## Споруди
Спорудив в Україні багато будівель — громадських, культових, приватних:
- протягом 1882—1889 років побудував церкви в селах Гюнівці, Петропавлівці, Новопавлівці, Федорівці (тепер Запорізька область), Ногайську[1], селі Аутці (нині у межах Ялти);
- протягом 1889—1894 років спорудив палац генерала Попова в селі Василівці (нині Запорізька область) як складову частину найбільшого в Україні садибного комплексу в романтичному стилі.

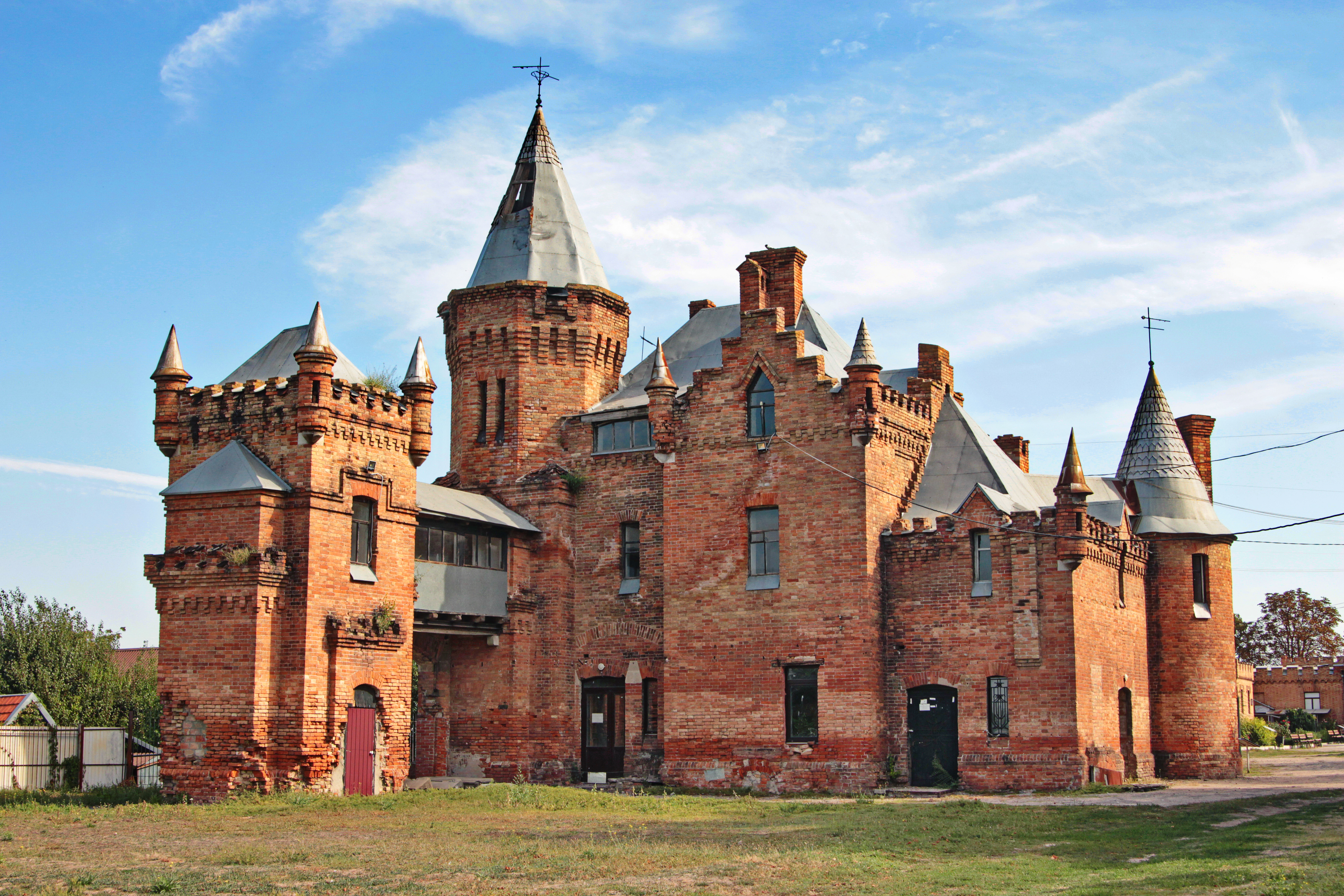
Палац генерала Попова.

У період 1880–94 років брав участь у проєктуванні та спорудженні 15 об'єктів. Після виходу на пенсію займався приватною практикою.